# Антикапитализам
Антикапитализам је политичка идеологија и покрет који обухвата низ ставова и идеја које се супротстављају капитализму. У том смислу, антикапиталисти су они који желе да замене капитализам другом врстом економског система, као што је социјализам или комунизам. 

## Историја покрета
Антикапитализам је био широко распрострањен међу радницима у Сједињеним Државама 1900-их и 1910-их, а Колорадо је био посебно познат као центар антикапиталистичких радничких покрета у то доба.

## Социјализам
Социјализам се залаже за јавно или директно радничко власништво и управљање средствима за производњу и расподелу ресурса, као и друштво које карактерише једнак приступ ресурсима за све појединце, уз егалитарну методу компензације.
1. Теорија или политика друштвене организације која има за циљ или заговара власништво и демократску контролу над средствима за производњу, од стране радника или заједнице у целини, и њихову администрацију или дистрибуцију у интересу свих.
2. Социјалисти се залажу за радничку кооперативну/заједничку економију, или командне висине економије,[4] са демократском контролом људи над државом, иако је било неких недемократских филозофија. „Државно“ или „радничко-задружно“ власништво је у фундаменталној супротности са „приватним“ власништвом над средствима за производњу, што је одлика капитализма. Већина социјалиста тврди да капитализам неправедно концентрише моћ, богатство и профит, међу малим сегментом друштва који контролише капитал и извлачи своје богатство кроз експлоатацију.

Социјалисти тврде да акумулација капитала ствара отпад кроз екстерналије које захтевају скупе корективне регулаторне мере. Они такође истичу да овај процес генерише растрошне индустрије и праксе које постоје само да би створиле довољну потражњу за производима који ће се продати уз профит; чиме се ствара, а не задовољава економска потражња.
Социјалисти тврде да се капитализам састоји од ирационалне активности, као што је куповина робе само да би се продала касније када њихова цена порасте, а не за потрошњу, чак и ако се роба не може продати уз профит појединцима којима је потребна; они тврде да зарађивање новца, или акумулација капитала, не одговара задовољењу потражње.
Приватно власништво намеће ограничења планирању, што доводи до неприступачних економских одлука које резултирају неморалном производњом, незапосленошћу и огромним расипањем материјалних ресурса током кризе хиперпродукције. Према социјалистима, приватна својина у средствима за производњу постаје застарела када се концентрише у централизоване, социјализоване институције засноване на приватном присвајању прихода (али на основу кооперативног рада и унутрашњег планирања у расподели инпута) све док улога капиталисте не постане сувишна. Без потребе за акумулацијом капитала и класом власника, приватна својина у средствима за производњу се доживљава као застарели облик економске организације коју треба заменити слободним удруживањем појединаца заснованим на јавном или заједничком власништву над овим друштвеним средствима. Социјалисти посматрају односе приватне својине као ограничавање потенцијала производних снага у привреди.
Рани социјалисти (утопијски социјалисти и рикардијански социјалисти) критиковали су капитализам због концентрације моћи и богатства унутар малог сегмента друштва, и због тога што не користи доступну технологију и ресурсе до њиховог максималног потенцијала у интересу јавности.

### Aнархизам и либертаријански социјализам
За утицајног немачког индивидуалистичког анархистичког филозофа Макса Штирнера, „приватна својина је сабласт” која „живи по милости закона” и „постаје ’моја’ само дејством закона”. Другим речима, приватна својина постоји искључиво „заштитом државе, милошћу државе“. Штирнер је истакао да је "добрим грађанима" више стало до тога да буду заштићени него ко их штити. Није им важно да ли их штити апсолутни краљ, уставни краљ или република - све док се осећају безбедно. Њихова главна брига није тежак рад или рад по себи; уместо тога, ради се о заштити њиховог богатства и инвестиција. Они цене „имовину која зарађује камату“ или „капитал који ради за њих“. То значи да им је више стало до профита од свог капитала и рада других (радника) него да сами раде било какав прави посао. Укратко, њихов приоритет је заштита њихових финансијских интереса, а не сопственог труда или рада.
Француски анархиста Пјер-Жозеф Прудон противио се привилегијама владе које штите капиталистичке, банкарске и земљишне интересе, као и акумулацији или стицању имовине (и било ком облику принуде који је до тога довео). Веровао је да ово омета конкурентност и задржава богатство у рукама мањине. 

Шпански индивидуалистички анархиста Мигел Хименез Игуалада је записао:
капитализам [као] ефекат власти; нестанак власти значи да капитализам вртоглаво пада са пиједестала... То што ми називамо капитализмом није нешто друго него производ државе у којој се једино гура профит, добар или лоше стечен. И зато је борба против капитализма бесмислен задатак, будући да је то државни капитализам или капитализам предузећа, све док влада постоји, експлоатациони капитал ће постојати. Борба, али свести, је против државе.
У оквиру анархизма појавила се критика најамног ропства, која се односи на ситуацију која се доживљава као квази добровољно ропство, где егзистенција особе зависи од плате, посебно када је зависност потпуна и непосредна. То је израз са негативном конотацијом који се користи за повлачење аналогије између чател ропства и најамног рада фокусирајући се на сличности између поседовања и изнајмљивања особе. Израз најамног ропства је коришћен за критику економске експлоатације и друштвене стратификације, при чему се прво посматра као неједнака преговарачка моћ између рада и капитала (нарочито када су радници плаћени релативно ниским платама, на пример у радионицама), а друго као недостатак радничког самоуправљања и слободних радних места у економији.
Либертаријански социјалисти верују да ако се цени слобода, онда друштво мора да ради на систему у којем појединци имају моћ да одлучују о економским питањима заједно са политичким питањима. Либертаријански социјалисти настоје да замене неоправдани ауторитет директном демократијом, добровољном федерацијом и народном аутономијом у свим аспектима живота, укључујући физичке заједнице и економска предузећа. Са појавом индустријске револуције, мислиоци попут Прудона и Маркса разрадили су поређење између најамног рада и чател ропства у контексту критике друштвене својине која није намењена за активну личну употребу. Лудити су наглашавали дехуманизацију коју су довеле машине, док је каснија америчка анархисткиња Ема Голдман осудила најамно ропство, поредивши овакву врсту ропства и "блок" робове. Под „блок робовима“ Голдман мисли на историјско чател ропство, где су поробљени људи третирани као приватна својина, куповани и продавани на пијацама (често симболизовано аукцијским блоковима). „Најамни робови“, с друге стране, се односе на најамне раднике у капитализму. Иако их не поседују потпуно као "блок" робове, још увек су везани економском нуждом да раде за плате које их често једва издржавају. Голдман је веровала да је економски систем капитализма некомпатибилан са људском слободом. „Једини захтев који власништво препознаје“, написала је у Анархизму и другим есејима (енгл. Anarchism and Other Essays) „је сопствени прождрљиви апетит за већим богатством, јер богатство значи моћ; моћ покоравања, сламања, експлоатације, моћ поробљавања, огорчења, деградације.“ Она је такође тврдила да капитализам дехуманизује раднике, где се сам радник претвара у машинерију, "са мање воље и одлучности од његовог шефа од гвожђа.“
Ноам Чомски тврди да постоји мала морална разлика између блок/чател ропства и најамног ропства. Он сматра да је то напад на лични интегритет који подрива слободу појединца. Чомски говори да радници треба да поседују и контролишу своје радно место. Многи либертаријански социјалисти тврде да би добровољна удружења великих размера требало да управљају индустријском производњом, док радници задржавају права на појединачне производе свог рада. Као такви, они виде разлику између појмова „приватна својина“ и „лична својина“. Док „приватна својина“ даје индивидуалну искључиву контролу над стварима без обзира да ли су у  употреби или не, и без обзира на њен производни капацитет, „поседовање“ не даје никаква права на ствари које нису у употреби.
Поред монопола "велике четворке" индивидуалистичког анархисте Бенџамина Такера (земља, новац, тарифе и патенти), Кевин Карсон тврди да је држава такође пренела богатство на богате субвенционисањем организационе централизације, у виду субвенција за транспорт и комуникације. Карсон сматра да је „капитализам, који је произашао као ново класно друштво директно из старог класног друштва средњег века, био заснован на чину пљачке која је била масовна као и раније феудално освајање земље. Он се до данас одржава континуираном државном интервенцијом да би заштитио свој систем привилегија без којих је његов опстанак незамислив“. Карсон је сковао пејоративни израз „вулгарни либертаријанизам“, фразу која описује употребу реторике слободног тржишта у одбрани корпоративног капитализма и економске неједнакости. Према Карсону, термин је изведен из фразе „вулгарна политичка економија“, коју је Карл Маркс описао као економски поредак који „намерно постаје све више апологетски и снажно покушава да изостави идеје које садрже контрадикције [у економском животу]“.

### Марксизам
Карл Маркс је капитализам видео као историјску позорницу, некада прогресивну, али која ће на крају стагнирати због унутрашњих противречности и на крају ће је следити социјализам. Маркс је тврдио да капитализам није ништа друго до неопходна одскочна даска за напредак човека, који ће се онда суочити са политичком револуцијом пре него што прихвати бескласно друштво.

### Савремени антикапитализам
Инспирисана марксистичком мишљу, Франкфуртска школа у Немачкој основана је 1923. године, са циљем анализе надградње. Маркс је дефинисао надградњу као друштвену стратификацију и обичаје који одражавају економску основу капитализма. Током 1930-их, Франкфуртска школа, предвођена мислиоцима као што су Херберт Маркузе и Макс Хоркхајмер, створила је филозофски покрет критичке теорије. Касније је критички теоретичар Јирген Хабермас приметио да универзалност модерних погледа на свет представља претњу маргинализованим перспективама изван западне рационалности. Док је критичка теорија наглашавала социјална питања која проистичу из капитализма са намером да се ослободи човечанство, она није директно понудила алтернативни економски модел. Уместо тога, њена анализа је скренула пажњу на јачање постојеће динамике моћи кроз управљање државом и саучесничким грађанима.
Заузврат, критичка теорија је инспирисала постмодерне филозофе као што је Мишел Фуко да концептуализују како формирамо идентитете кроз друштвену интеракцију. Током 1960-их и 1970-их, глобални политички покрет под називом Нова левица истраживао је шта ослобађање подразумева кроз друштвени активизам у име ових идентитета. Стога су социјалистички идентификациони покрети који су критични према капитализму проширили свој домет изван чисто економских разматрања и укључили се у антиратне покрете и покрете за грађанска права. Касније ће овај постмодерни активизам усредсређен на идентитете у погледу етничке припадности, пола, оријентације и расе утицати на директније антикапиталистичке покрете.
Нове критике капитализма су се такође развијале у складу са савременим интересима. Антиглобализација и алтерглобализација се супротстављају ономе што они виде као свеобухватни неолиберални и про-корпоративни капитализам који се проширио на међународном плану након пада Совјетског Савеза. Посебно су критични према међународним финансијским институцијама и прописима као што су ММФ, СТО и споразуми о слободној трговини. Као одговор, они промовишу аутономију суверених људи и важност заштите животне средине као приоритета у односу на учешће на међународном тржишту. Значајни примери савремених антиглобалистичких покрета укључују мексички ЕЗЛН. Светски друштвени форум, започет 2002. године, је годишњи међународни догађај посвећен супротстављању капиталистичкој глобализацији кроз умрежавање присутних организација.
Према историчару Герију Герстлеју, идеолошки простор за антикапитализам у Сједињеним Државама значајно се смањио са завршетком Хладног рата и глобализацијом капитализма, приморавајући левицу да „редефинише свој радикализам у алтернативним терминима“ тако што се снажно усредсређује на мултикултурализам и питања партизанске културе, за које се „испоставило да су они којима би капиталистички систем могао лакше управљати, а не мање". Фишер је овај феномен назвао капиталистичким реализамом: „широко распрострањен осећај да не само да је капитализам једини одрживи политички и економски систем, већ и да је сада немогуће чак ни замислити кохерентну алтернативу њему.“

### Библиографијa
- Ellerman, David P. (1992). Property and Contract in Economics: The Case for Economic Democracy (PDF). Cambridge, MA: Blackwell. ISBN 978-1-55786-309-6. Приступљено 9. 3. 2013.
- Fisher, Mark (2009). Capitalist Realism: Is There No Alternative?. John Hunt Publishing. ISBN 978-1846943171.
- Gerstle, Gary (2022). The Rise and Fall of the Neoliberal Order: America and the World in the Free Market Era. Oxford University Press. ISBN 978-0197519646.
- Goldman, Emma (2003).  Falk, Candace;  ., ур. Emma Goldman: A Documentary History of the American Years, Volume I: Made for America, 1890–1901. Berkeley & Los Angeles, CA: University of California Press. ISBN 978-0-520-08670-8.
- Hallgrimsdottir, Helga Kristin; Benoit, Cecilia (2007). „From Wage Slaves to Wage Workers: Cultural Opportunity Structures and the Evolution of the Wage Demands of the Knights of Labor and the American Federation of Labor, 1880–1900”. Social Forces. 85 (3): 1393—1411. JSTOR 4494978. S2CID 154551793. doi:10.1353/sof.2007.0037.
- Kmlos, J. (2023). Foundations of Real-World Economics: 3rd edition, Section 9.1. Abingdon-on-Thames, UK: Routledge. ISBN 978-1-000-84789-5.
- Latham, R. (2020). Contemporary capitalism, uneven development, and the arc of anti-capitalism. In The Radical Left and Social Transformation. Routledge.
- Marx, Karl (1969) [1863]. Theories of Surplus Value. Moscow: Progress Publishers.
- Proudhon, Pierre-Joseph (1890) [1840]. What Is Property? or, An Inquiry into the Principle of Right and of Government. New York, NY: Humboldt Publishing.
- Sandel, Michael J. (1996). Democracy's Discontent: America in Search of a Public Philosophy. Cambridge, MA: Belknap Press. ISBN 978-0-674-19744-2.

## Даље читање
- Alex Callinicos. An Anti-Capitalist Manifesto. Polity. 2003
- Chris Williams. Ecology and Socialism. Haymarket Books. 2010
- David E Lowes. The Anti-Capitalist Dictionary. Zed Books. 2006
- David McNally. Another World Is Possible: Globalization and Anti-Capitalism. Arbeiter Ring Publishing. 2006
- Emma Goldman. Anarchism and other essays. Mother Earth Publishing Association. 1910
- Ezequiel Adamovsky. Anti-capitalism. Seven Stories Press. 2011
- Ludwig von Mises. The Anti-Capitalistic Mentality. Mises Institute. 1956
- Sanders, Bernie (2023). It's OK to Be Angry About Capitalism. Crown Publishing Group. ISBN 978-0593238714.
- Simon Tormey. Anti-Capitalism: A Beginner's Guide. Oneworld Publications. 2013